# ASUS ROG Phone
ROG Phone（アールオージー フォン）は、台湾のASUSによって開発された第4世代移動通信システム対応のSIMフリーゲーミングスマートフォンである。

## 概要
ASUSのゲーミング製品ブランド「ROG」シリーズ初のスマートフォンである。CPUはQualcommのSnapdragon845を通常の2.8GHzから2.96GHzへとオーバークロックしたカスタムCPUを積んでおり、ディスプレイはリフレッシュレートが90Hz、応答速度が1msのAMOLEDディスプレイを搭載し、快適にゲームを楽しめるようになっている。また、同社初の防水（IPX4）機種となっている。ディスプレイガラスには最新のゴリラガラス6、背面ボディにはゴリラガラス5が使われており素材選びにも抜かりない。

## 歴史
- 2018年6月4日 - COMPUTEX TAIPEI2018にて発表[1]。
- 2018年10月1日 - 台湾にて販売開始。
- 2018年11月16日 - 日本国内での発表。
- 2018年11月23日 - 日本国内での販売開始[2]。